# Otavaloa pasco
Otavaloa pasco är en spindelart som beskrevs av Huber 2000. Otavaloa pasco ingår i släktet Otavaloa och familjen dallerspindlar.
Artens utbredningsområde är Peru. Inga underarter finns listade i Catalogue of Life.